# Понора (притока Горині)
Поно́ра, Поно́рка — річка на Волині, у межах Шепетівського району Хмельницької області. Права притока Горині (басейн Прип'яті).

## Опис
Довжина річки 22 км, площа басейну 93,4 км². Похил річки 1,8 м/км. Річище слабозвивисте. Споруджено кілька ставків.

## Розташування
Понорка бере початок з кількох потічків в околиці села Мокіївці. Тече на північний захід і захід. Впадає до Горині в межах міста Ізяслава.

## Про назву
Назва річки походить від поширеного в Україні географічного терміна понора — округла або видовжена воронкоподібна заглибина, у якій зникають поверхневі води, у тому числі й води річки; яр. В основі нур-/нир-, нор-/нор(а) — старослов. nerti — «ховатися, занурюватися».